# Văn Công Viễn
Văn Công Viễn (sinh ngày 10 tháng 11 năm 1983) là một đạo diễn phim, nhà biên kịch phim, nhà sản xuất phim Việt Nam. Đạo diễn Văn Công Viễn thuộc nguyên quán Quảng Nam, tuy nhiên anh được sinh ra và lớn lên tại Lộc Ninh, Bình Phước. Anh được nhiều khán giả biết đến qua sự thành công của bộ phim điện ảnh đầu tay Cho em gần anh thêm chút nữa (2016). Trước đó sau sự thành công của bộ phim sitcom Tiệm bánh Hoàng tử bé, anh được mệnh danh là "Phù thủy phim sitcom".

## Tiểu sử
Văn Công Viễn sinh ra ở gần vùng biên giới Campuchia thuộc Lộc Ninh, tỉnh Bình Phước. Ba anh xuất thân là một sĩ quan Việt Nam Cộng hòa, khi Việt Nam hòa bình ông về làm nông tại Lộc Ninh, tỉnh Bình Phước.
Gia đình anh có 6 anh chị em, 5 anh em trai và 1 em gái. Gia đình anh sống bằng nghề trồng tiêu, ba mẹ anh rất vất vả nuôi 6 anh em ăn học thành tài. Người anh đầu tiên của anh là Thạc sĩ Đông Y, người anh thứ hai là chuyên viên công nghệ, người anh thứ ba là giáo viên, người em kế là bác sĩ Đông Y, và em gái út là giáo viên.
Năm 2002, anh thi đậu vào trường Đại học Sân khấu – Điện ảnh Thành phố Hồ Chí Minh. Năm 2003, anh trở thành sinh viên miền Nam duy nhất có kịch bản phim ngắn được tuyển chọn chính thức, được tài trợ làm phim bởi quỹ FORD – TPD, trung tâm hỗ trợ phát triển tài năng điện ảnh Việt Nam – Hội Điện ảnh Việt Nam.
Anh từng tham gia khóa học chuyên ngành biên kịch do Ford tổ chức với các giáo sư hàng đầu của đại học South California do Bộ Văn Hóa Việt Nam tổ chức với Giáo sư Jack Epps Jr. Năm 2005, anh tốt nghiệp loại giỏi chuyên ngành Đạo diễn điện ảnh tại trường Đại học Sân khấu Điện ảnh Thành phố Hồ Chí Minh, bắt đầu làm phim từ những năm đầu của Đại học.

## Đời tư
Vợ anh là Lê Thị Kiều Nhi, một nhà sản xuất phim. Họ có với nhau hai người con gái: Văn Thiên Ý và Văn Thiên Anh. Hiện vợ chồng anh đang điều hành YA Film - hãng phim riêng của họ.

## Sự nghiệp
Văn Công Viễn đạo diễn các bộ phim Cho em gần anh thêm chút nữa (2016) và Yêu em bất chấp (2018). Trước đó, anh còn làm phó đạo diễn cho Nụ hôn thần chết (2008) và Giải cứu thần chết (2009). Ngoài ra, Viễn còn quay TVC quảng cáo, show giải trí và web series, viral clip. Anh được cho là một trong những người đầu tiên quay dựng thành công content video online.

## Tác phẩm

### Phim ngắn
| Năm  | Phim                | Vai trò              | Đơn vị sản xuất                                                           | Giải thưởng                                         |
| ---- | ------------------- | -------------------- | ------------------------------------------------------------------------- | --------------------------------------------------- |
| 2003 | Chuyến tàu tuổi thơ | Đạo diễn & biên kịch | Trung tâm hỗ trợ phát triển tài năng điện ảnh TDP – Hội điện ảnh Việt Nam | Giải khuyến khích Cuộc thi phim ngắn toàn quốc 2005 |

### Phim điện ảnh
| Năm  | Phim                         | Vai trò              | Đơn vị sản xuất | Giải thưởng |
| ---- | ---------------------------- | -------------------- | --------------- | --- |
| 2008 | Nụ hôn thần chết             | Phó đạo diễn         | Galaxy, HKFilm  | Cánh diều vàng 2007, diễn ra ở Nhà hát Hòa Bình Thành phố Hồ Chí Minh, tối 9/3. - Bộ phim đoạt giải Cánh diều Bạc năm 2007 - Biên kịch xuất sắc: Nguyễn Quang Dũng - Họa sĩ xuất sắc: Mã Phi Hải - Nữ diễn viên phụ xuất sắc: Phương Thanh - Giải Mai Vàng lĩnh vực điện ảnh - truyền hình cho nữ diễn viên chính: Thanh Hằng |
| 2009 | Giải cứu thần chết           | Phó đạo diễn         | Galaxy, HKFilm  | |
| 2016 | Cho em gần anh thêm chút nữa | Đạo diễn & biên kịch | Galaxy, Yeah1   | |
| 2018 | Yêu em bất chấp              | Đạo diễn & biên kịch | Live Media      | |

### Phim dài tập
| Năm       | Phim                                          | Vai trò             | Đơn vị sản xuất       | Phát sóng                  |
| --------- | --------------------------------------------- | ------------------- | --------------------- | -------------------------- |
| 2010      | Gia đình số đỏ                                | Đạo diễn, biên kịch | Đại Nam media         | HTV9                       |
| 2011      | Đánh thức giấc mơ                             | Đạo diễn, sản xuất  | Phúc Trung            | HTV9                       |
| 2011      | Tiểu thư lọ lem                               | Đạo diễn            | TV Plus               | HTV9                       |
| 2012      | Đảo ngọc huyền bí                             | Đạo diễn            | StyleTV               | HTV9                       |
| 2013–2014 | Tiệm bánh Hoàng tử bé Tiệm bánh Hoàng tử bé 2 | Đạo diễn            | Smart Media           | VTV9                       |
| 2014      | 14 Ngày đấu trí                               | Đạo diễn            | Yan TV                | Yan TV                     |
| 2015      | Học viện teen cứng                            | Đạo diễn            | Yan TV                | Yan TV                     |
| 2016      | Làm dâu                                       | Đạo diễn            | Leo Media             | VTV Cần Thơ                |
| 2016      | Mạc Gia ký                                    | Đạo diễn            | Leo Media             | SCTV                       |
| 2018      | Bí mật quý ông                                | Đạo diễn            | Hải Nam Media         | THVL                       |
| 2019      | Thế là Tết                                    | Đạo diễn            | YA Film               | SCTV                       |
| 2019      | Bệnh viện thần ái                             | Đạo diễn            | YA Film               | YouTube                    |
| 2019      | Đường về có nhau                              | Đạo diễn            | Stella & YA Film      | SCTV                       |
| 2020      | Idol Tỷ Phú                                   | Đạo diễn            | Pops & YA Film        | Tube                       |
| 2020      | Cô nàng lấp lánh                              | Đạo diễn            | Galaxy Play & YA Film | Galaxy Play & YA Film Tube |
| 2022      | Bếp Trưởng Tới!                               | Đạo diễn            | YA Film               | K+                         |
| 2023      | Dưới bóng bình yên                            | Đạo diễn            | SK Pictures           | HTV7                       |

### TVC
- Ariel - Diamond (P&G)
- Vân Nam Bạch Dược
- Dầu ăn Tường An

### Truyền hình thực tế
- Cá tính lên đường xuyên Việt, Honda (VTV3)
- Giới trẻ vào Bếp (Youth can cook) – General Director
- Cầu thủ Nhí 2016 – General Director (VTV3)
- Vô lăng tình yêu (2020)

### TV Shows
- 2012-2014 Đến Từ Sao Kim (K+TV) - Stage Director
- 2006 – Happy Birthday – Stage Director (HTV7)
- 2007 – Con Số Vui Nhộn – Stage Director  (VTV9)
- 2010 - Ai thông minh hơn học sinh lớp 5 (VTV3) - Stage Director
- 2009, 2010, 2011 - Tôi Yêu Việt Nam, Honda - Writer & Director (VTV3)
- 2008, 2010, 2012 – Món Ngon Mỗi Ngày, Ajinomoto – Director (HTV7)
- 2022 - Đầu bếp tới

### Introdution Films
- Premier Village Resort Đà Nẵng
- Hành trình đong niềm tin
- Sắc Ngọc Khang (Hoa Thiên Phú)
- Tự giới thiệu Khu Chung Cư Cao cấp Royal City (Vinhomes)

### Chương trình ca nhạc
- Trà My liveshow 2008, in DaLat - Video Director
- Hồ Ngọc Hà liveshow 2011 - Stage Director
- Chanh's show 2006
- Bi Rain in Vietnam
- Lam Truong's Liveshow 2007
- Davines show 2008 – 1st Assistant Stage Director.

### Content Video
- 2013 - Web Series "Biệt đội siêu tốc" - P&G - Tide Plus
- 2013 - Web Series "Những Thiên Thần Nhanh Nhạy" - Kotex Pro
- 2013 - Viral Clip "Tốt thôi liệu có đủ" - P&G - Ariel
- 2014 - Viral Clip "Giúp mẹ ngày tết" - P&G  - Tide Plus